# Bandera de Hezbolá
La bandera de Hezbolá, se puede encontrar en diferentes colores, normalmente está compuesta por el logotipo verde de la organización político/militar chií Hezbolá sobre un fondo amarillo con el texto por encima y por debajo del logotipo en rojo (a veces en verde).
El logo en sí mismo es la representación estilizada de la palabra árabe حزب الله (ḥizbu-llāh) o "Partido de Dios" en escritura cúfica. 	
La primera letra de "Allāh" ("Dios"), comprende un fusil, probablemente un Kalashnikov. El logotipo también incorpora varios objetos, como una bola del mundo, un libro, una espada y una rama de siete hojas. Gran parte de su diseño ha sido tomado del logo de los Cuerpos de la Guardia Revolucionaria Islámica.
El texto de encima del logotipo dice (árabe: فإن حزب الله هم الغالبون) (fā ʾ inna ḥizbu llāh hum al ġālibūn) y significa "Pues, sin duda, los del partido de Dios son los que triunfan" (Corán 5: 56). Bajo el logotipo se encuentran las palabras (árabe:المقاومة الإسلامية في لبنان) (al muqāwamah al islāmīyah fī lubnān) o "La Resistencia Islámica en el Líbano".
- Datos: Q1980010
- Multimedia: Flag of Hezbollah / Q1980010